# Harwardzkie rachmistrzynie

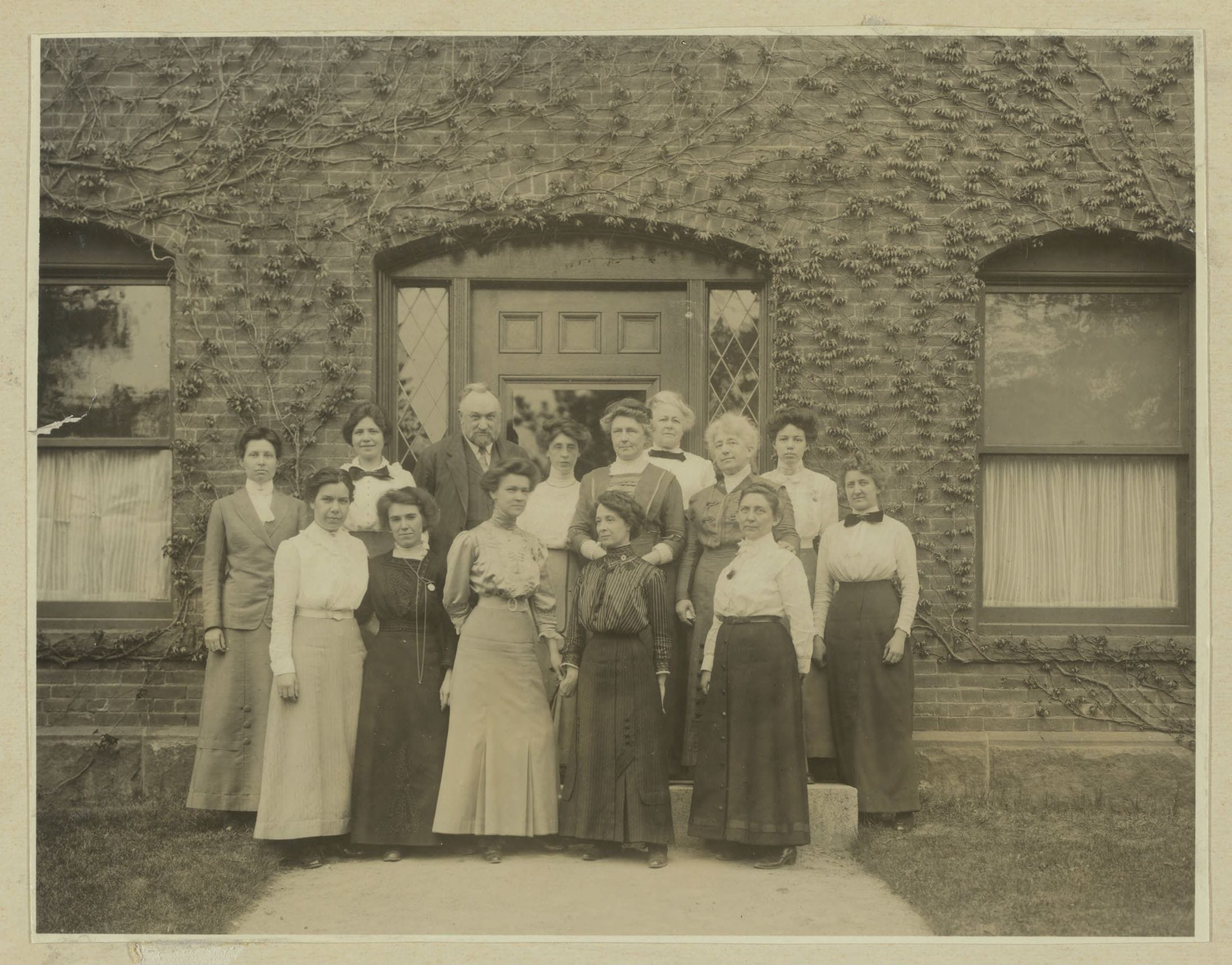
Pickering i jego rachmistrzynie stoją naprzeciwko budynku Harvard College Observatory, 13 maja 1913 roku

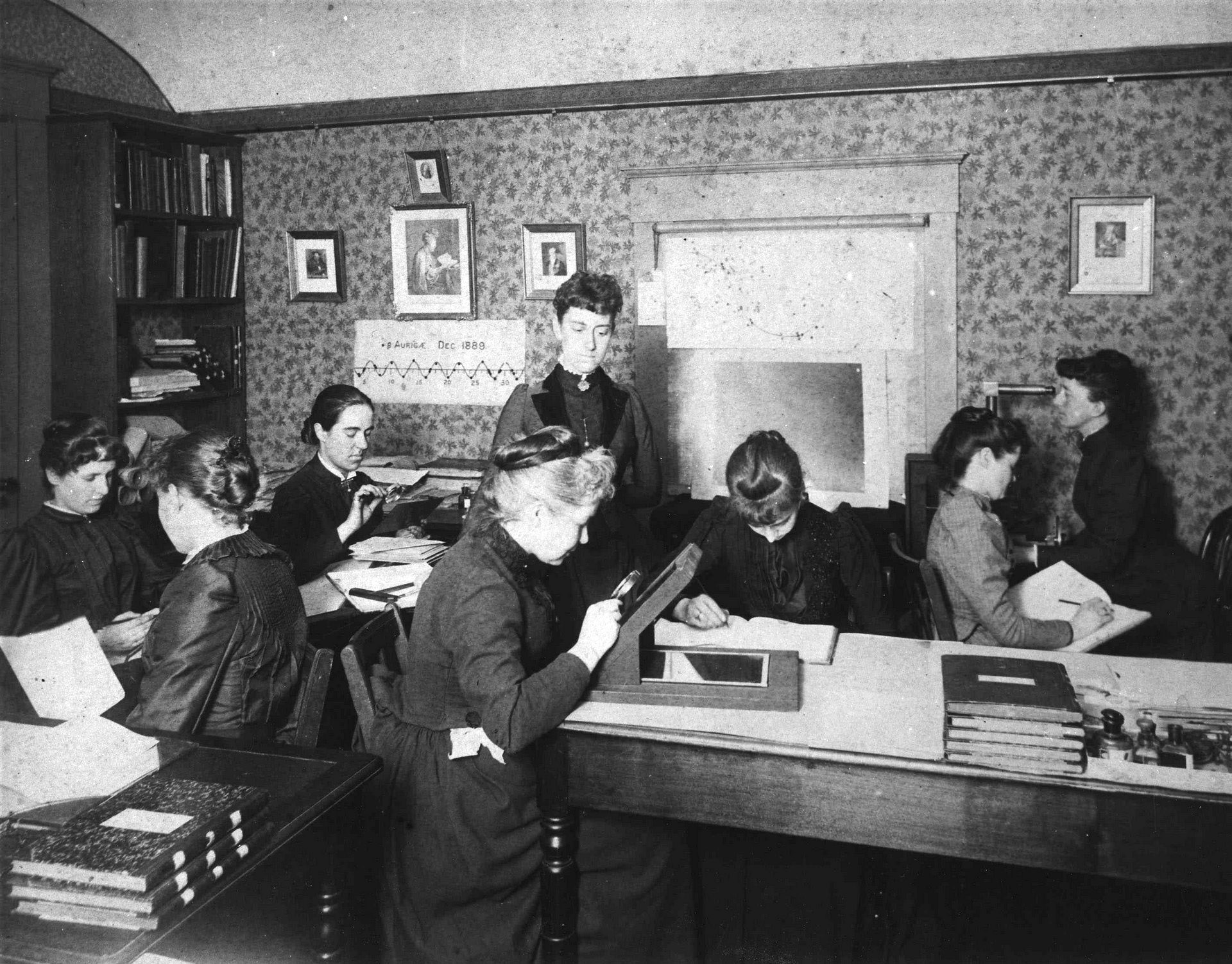
Badaczki około 1890. Trzecia z lewej, z lupą powiększającą to Аntonia Maury; Williamina Fleming stoi w centrum

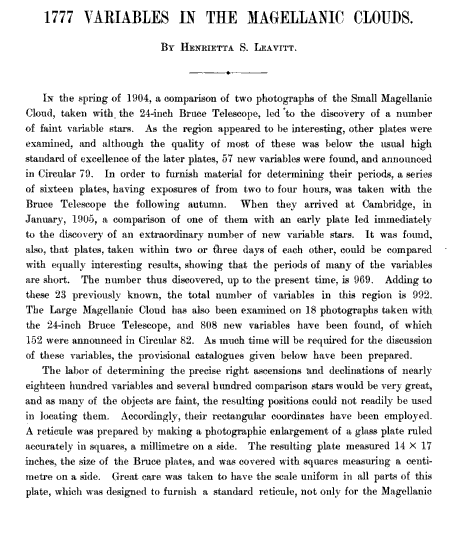
Początek pracy Leavitt o odkryciu zależności między jasnością a okresem cefeid, opublikowanej w Annals of the Harvard College Observatory w 1908

Harwardzkie rachmistrzynie (ang. Harvard Computers) – grupa kobiet zatrudnionych przez Edwarda Pickeringa do katalogowania gwiazd Drogi Mlecznej. Wśród tych kobiet były Williamina Fleming, Annie Jump Cannon, Henrietta Swan Leavitt i Аntonia Maury. Zespół ten znany był także jako „harem Pickeringa”.

## Historia
Edward Charles Pickering (dyrektor Obserwatorium Uniwersytetu Harvarda od 1877 do 1919) postanowił zatrudnić kobiety jako wykwalifikowanych pracowników do przetwarzania danych astronomicznych. Wydaje się, że kilka czynników przyczyniło się do decyzji Pickeringa, by zatrudnić kobiety zamiast mężczyzn. Mężczyźni zarabiali znacznie więcej niż kobiety, dlatego dysponując tym samym budżetem, można było zatrudnić więcej pracownic. Było to bardzo ważne w czasach, gdy ilość dostępnych danych astronomicznych przekraczała możliwości obserwatorium w zakresie ich przetwarzania.
Pierwszą zatrudnioną kobietą była Williamina Fleming, która pracowała jako pokojówka Pickeringa, lecz dobrze radziła sobie też na nowym stanowisku. Gdy obserwatorium Harvarda otrzymało w 1886 hojne darowizny od wdowy po Henrym Draperze, Pickering postanowił zatrudnić więcej pracowników, a Fleming mianował kierowniczką zespołu.

## Praca zespołu
Efektem pracy rachmistrzyń był opublikowany przez Pickeringa w 1890 roku pierwszy katalog Henry’ego Drapera, zawierający ponad 10 tysięcy gwiazd, zawierający również ich widma. Pickering postanowił zatrudnić Аntonię Maury, absolwentkę Vassar College, do przekatalogowania niektórych gwiazd. Maury postanowiła pójść o krok dalej i ulepszyła cały system klasyfikacji. Został on opublikowany w 1897 roku, ale był w dużej mierze ignorowany. Potem Pickering postanowił zatrudnić Cannon, absolwentkę Wellesley College, do klasyfikowania południowych gwiazd. Podobnie jak Maury, Cannon zaproponowała kolejny system klasyfikacji widm i wymyśliła typ widmowy, który jest podstawą systemu stosowanego obecnie.
Astronomki te były autorkami wielu innych przełomowych odkryć. Na przykład Henrietta Leavitt odkryła zależność między jasnością cefeid a okresem zmian ich jasności, co pozwoliło „wyskalować” Wszechświat: odtąd znając okres zmian cefeidy znajdującej się w odległej galaktyce można – porównując jej obserwowaną jasność do znanej jasności absolutnej – wyznaczyć odległość galaktyki.
Chociaż niektóre z pracownic Pickeringa były absolwentkami studiów astronomicznych, ich wynagrodzenia były podobne do zarobków niewykwalifikowanych pracowników. Zarabiały one zwykle od 25 do 50 centów na godzinę, więcej niż robotnik, ale mniej niż przeciętny urzędnik.